# Aleksander Polus
Aleksander Józef Polus (ur. 1 lutego 1914 w Dortmundzie, zm. 13 lutego 1965 w Poznaniu) – polski bokser, mistrz Europy.

## Życiorys
Reprezentował barwy klubów Warty Poznań, Warszawianki i po wojnie ponownie poznańskiej Warty.
Zdobył mistrzostwo Europy w boksie w Mediolanie 1937, w kategorii piórkowej. Był pierwszym Polakiem w historii, który zdobył ten laur. Trzykrotnie wywalczył mistrzostwo Polski: 1932 i 1933 w wadze koguciej, a 1935 w wadze piórkowej. W 1936 był także wicemistrzem Polski w wadze piórkowej. Dwukrotnie z zespołem Warty wywalczył drużynowe mistrzostwo Polski w 1932 i 1933 roku. W reprezentacji Polski wystąpił 6 razy w latach 1932–1936, odnosząc 3 zwycięstwa, 1 remis i 2 walki przegrywając.
Reprezentował Polskę na igrzyskach olimpijskich w Berlinie 1936, gdzie dotarł do ćwierćfinału. Przegrał z późniejszym mistrzem olimpijskim, Argentyńczykiem Oscarem Casanovasem.
W 1939 po kampanii wrześniowej, został internowany w Rumunii, w latach 1940–1945 walczył tam jako zawodowiec. Po powrocie do Polski w 1945 roku został zdyskwalifikowany za przekroczenie praw amatorskich. Powrócił na ring w 1947 walcząc jako amator do zakończenia swojej kariery.
Bilans walk na ringu to: 125 walk, 105 wygranych, 15 przegranych i 5 remisów.
Zmarł 13 lutego 1965 w Poznaniu w wieku 51 lat.
Został pochowany 17 lutego 1965 na cmentarzu na Junikowie w Poznaniu (pole 15-1-1-4).

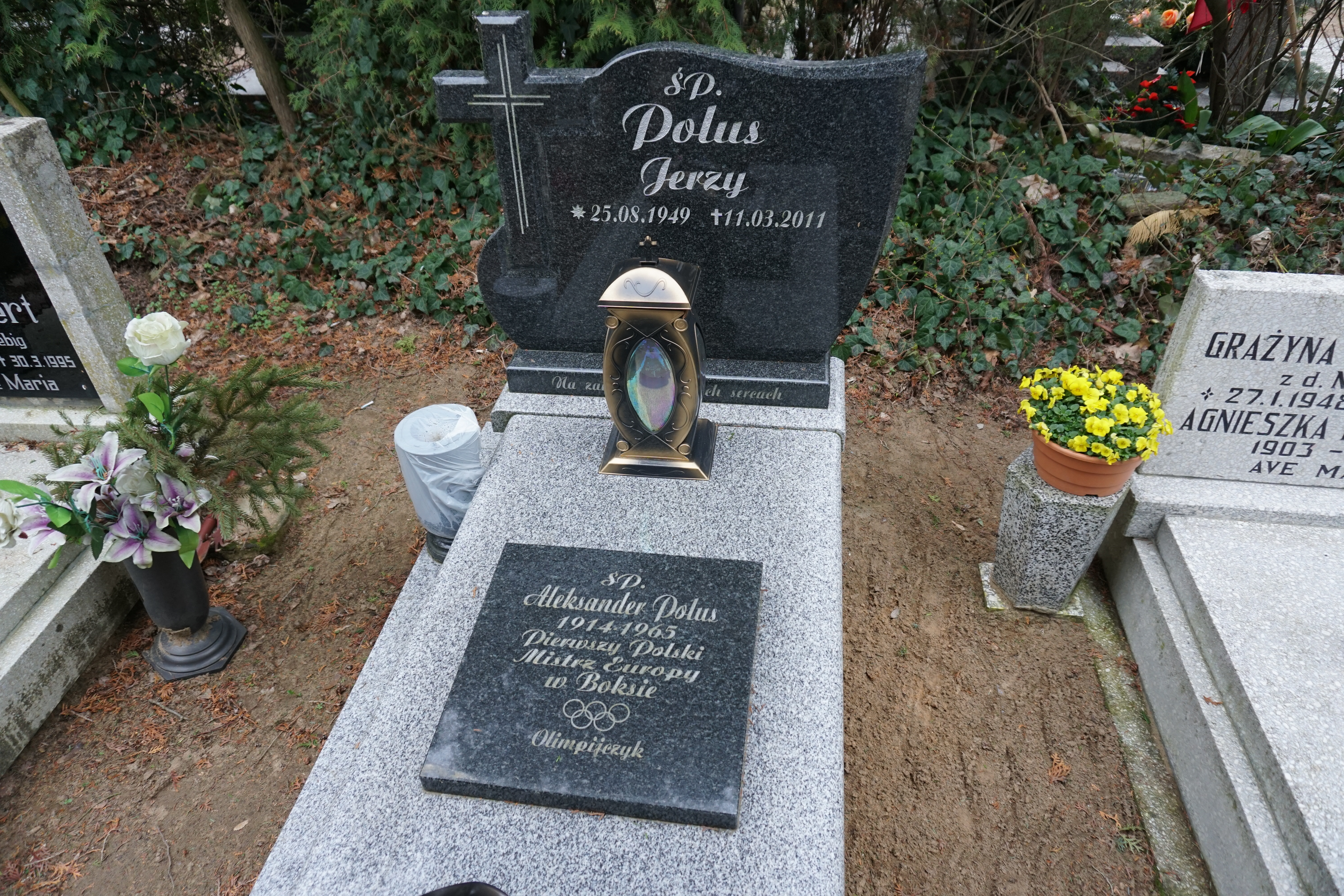
Grób Aleksandra Polusa na Cmentarzu Junikowskim

## Upamiętnienie
Od 1972 w Poznaniu rozgrywany jest bokserski międzynarodowy Turniej o Złoty Pas Polusa. Turniej o Złoty Pas Polusa organizowany był w Gnieźnie.